# Dicranota (Eudicranota) pallidipes
Dicranota (Eudicranota) pallidipes is een tweevleugelige uit de familie Pediciidae. De soort komt voor in het Palearctisch gebied.